# Papilio elwesi
Espèce
Papilio elwesi est une espèce de lépidoptères (papillons) de la famille des Papilionidae. L'espèce vit dans le sud de la Chine continentale.

## Description

### Imago
Les ailes antérieures sont gris foncé avec des veines noires. Les ailes postérieures sont allongées et terminées par de larges queues. Elles sont gris foncé avec des veines noires et portent une série de lunules rouge rosé submarginales. Le corps est noir.

### Juvéniles
Les quatre premiers stades ressemblent à des fientes d'oiseaux. La chenille mature imite une tête de serpent.

## Écologie
L'espèce utilise comme plantes hôtes Sassafras tzumu, Liriodendron chinense et Magnolia officinalis. Les chenilles passent par cinq stades avant de se changer en chrysalide. Comme toutes les espèces de Papilionidae elles possèdent un osmeterium derrière la tête qu'elles sortent quand elles se sentent menacées.

## Habitat et répartition
Papilio elwesi vit dans le sud de la Chine continentale.

## Systématique
L'espèce Papilio elwesi a été décrite en 1889 par John Henry Leech à partir d'un spécimen mâle provenant de Kiukiang en Chine. L'espèce est parfois placée dans le genre ou sous-genre Agehana avec Papilio maraho, son plus proche parent. Des études génétiques ont montré que ces deux espèces appartiennent au sous-genre Pterourus.

## Papilio elwesiet l'Homme

### Menaces et conservation
L'espèce est n'est pas évaluée par l'UICN. 

## Publication originale
- (en) John Henry Leech, « On a collection of Lepidoptera from Kiukiang », Transactions of the Entomological Society of London,‎ 1889, p. 113-114 (lire en ligne)